# Jagdfieber (2006)
Jagdfieber (Originaltitel: Open Season) ist eine computeranimierte Filmkomödie aus dem Jahr 2006. Es ist der erste computeranimierte Spielfilm, der von Sony Pictures Animation produziert wurde.
2009 erschien die Fortsetzung Jagdfieber 2 und 2010 eine weitere, Jagdfieber 3, die nicht in die Kinos kamen und direkt auf DVD veröffentlicht wurden. 2015 folgte Jagdfieber 4: Ungebetene Besucher.

## Handlung
Der Grizzlybär Boog führt ein fast menschliches Leben bei Wildhüterin Beth in der kleinen Stadt Timberline. Regelmäßig tritt er als gezähmter Bär in ihren Shows auf und wohnt für sich allein in einer Garage. Er schläft auf weichen Kissen und hat als Kuscheltier einen Teddybären.
Eines Tages rettet Boog dem Hirsch Elliot, der von dem Wilderer Shaw gefangen wurde, das Leben. Daraufhin sucht Elliot eines Nachts Boog in seiner Garage auf, um ihn zu „befreien“, da er glaubt, der Bär würde dort von den Menschen gefangen gehalten. Boog will jedoch seine Garage nicht verlassen. Elliot kann den Bären jedoch mit Süßigkeiten ins Freie locken. Um weitere Süßigkeiten zu beschaffen, brechen sie in einen Laden ein. Boog wird im zerstörten Laden vom Sheriff gefangen genommen und zu Beth zurückgebracht. Als es am nächsten Tag bei Boogs Auftritt vor Kindern zu einer wilden Prügelei zwischen dem Bären und dem Hirsch kommt, sieht Beth ein, dass der Bär wohl doch nicht in die Stadt gehört und muss ihn schweren Herzens zusammen mit dem Hirsch im Wald aussetzen. Zu deren Sicherheit geschieht dies außerhalb des offiziellen Jagdgebiets, da es nur noch drei Tage bis zum Beginn der Jagdsaison ist.
Als Boog geschockt aus der Narkose erwacht, verspricht ihm Elliot, ihn zurück in die Stadt zu bringen, obwohl er sich eigentlich wünscht, dass Boog bei ihm bleibt. Auf ihrer Suche nach dem Weg in die Stadt lernen sie die Bewohner des Waldes kennen, und Boog muss erkennen, dass er alles andere als ein gefährlicher Grizzly – der größte Fleischfresser Nordamerikas – ist.
Zu allem Unglück zerstören Boog und Elliot aus Versehen einen großen Biberdamm. Die freiwerdenden Wassermassen spülen daraufhin die beiden und zahlreiche weitere Tiere hinunter in das Jagdgebiet, wo nun auch die Jagdsaison eröffnet wird. Die Tiere des Waldes müssen nun um ihr Leben fürchten. Gemeinsam gelingt es ihnen jedoch die Jäger aus dem Wald zu vertreiben. Als Beth in den Wald kommt, um Boog zurück in die Stadt zu holen, entscheidet sich Boog gegen die Stadt und für seine neuen Freunde. Den Wald sieht er nun als sein neues Zuhause an. In einer Mid-Credits-Szene wird Shaw beim Überqueren der Straße plötzlich von Bob und Bobbie getroffen, die ihn humorvoll mit Bigfoot verwechseln und ihn auf ihren Anhänger schnallen. Unfähig zu entkommen, schreit Shaw. Dann zoomt die Kamera in seinen Mund und der Rest des Abspanns erscheint.

## Synchronisation
Der Film wurde bei der Berliner Synchron synchronisiert. Michael Nowka schrieb das Dialogbuch und führte die Dialogregie.
| Rollenname              | Figur             | Originalsprecher  | Deutscher Sprecher       |
| ----------------------- | ----------------- | ----------------- | ------------------------ |
| Boog                    | Grizzlybär        | Martin Lawrence   | Thomas Heinze            |
| Elliot                  | Maultierhirsch    | Ashton Kutcher    | Jürgen Vogel             |
| Shaw                    | Mensch            | Gary Sinise       | Oliver Stritzel          |
| Beth                    | Mensch            | Debra Messing     | Alexandra Neldel         |
| McSquizzy               | Grauhörnchen      | Billy Connolly    | Wolfgang Spier           |
| Bobbie                  | Mensch            | Georgia Engel     | Christel Merian          |
| Reilly                  | Kanadischer Biber | Jon Favreau       | Jörg Hengstler           |
| Giselle                 | Maultierhirsch    | Jane Krakowski    | Dascha Lehmann           |
| Gordy                   | Mensch            | Gordon Tootoosis  | Roland Hemmo             |
| Ian                     | Maultierhirsch    | Patrick Warburton | Engelbert von Nordhausen |
| Hr. Wiener (Mr. Weenie) | Dackel            | Cody Cameron      | Christian Gaul           |
| Uschi (Rosie)           | Stinktier         | Nika Futterman    | Daniela Reidies          |
| Gabi (Maria)            | Stinktier         | Michelle Murdocca | Heike Schroetter         |
| Serge                   | Stockente         | Danny Mann        | Frank-Otto Schenk        |
| Porcupine               | Stachelschwein    | Maddie Taylor     | Santiago Ziesmer         |
| Deni                    | Stockente         | Maddie Taylor     | Martin Kautz             |
| O’Toole                 | Kanadischer Biber | Fergal Reilly     | Tobias Kluckert          |

## Hintergrund
- Die Handlung basiert lose auf den Comics In the Bleachers von Steve Moore.[3]
- Die Produktionskosten betrugen schätzungsweise 85 Millionen US-Dollar. Der Film spielte in den Kinos der USA rund 85 Millionen US-Dollar ein sowie rund 112 Millionen US-Dollar in den anderen Ländern.[4]
- Kinostart in den USA war am 29. September 2006 und in Deutschland am 9. November 2006.
- Der Film wurde auch in IMAX-Kinos in einer 3D-Fassung gezeigt.

## Kritiken
Auf Rotten Tomatoes wurde der Film bei 101 Rezensionen im Schnitt mit 48 % bewertet. Der Konsens ergab „eine klischeehafte Palette von müden Witzen“ und „computergenerierter Tier-Mumpitz den man bereits mehrfach gesehen hat“.
Svenja Friedrich auf stern.de meinte, die Idee hätte funktionieren können „wenn der Film nicht Ewigkeiten brauchen würde, bis der Kampf im Wald beginnt. In der Zwischenzeit langweilen sich erwachsene Zuschauer bereits zu Tode“, ein weiteres Manko wäre, „dass der Zuschauer bereits bei Filmbeginn das Gefühl hat, die Story zu kennen“ und „dass der Film nach ungefähr 30 Minuten beginnt, sich selbst zu wiederholen“.

„Solider, aber wenig origineller Animationsfilm, dessen Figuren und Gags allzu deutlich erfolgreiche Vorbilder wie ‚Shrek‘ und ‚Ice Age‘ kopieren.“

## Auszeichnungen
- Für die Filmmusik gewann der Film einen ASCAP-Award 2007.
- Ashton Kutcher wurde für einen Nick Kids’ Choice Awards 2007 in der Kategorie Lieblingsstimme aus einem animierten Spielfilm nominiert.